# Галапагоска џиновска корњача
Галапагоска џиновска корњача (Chelonoidis nigra) је комплекс сродних врста гмизаваца из реда корњача, са 15 (12 постојећих и 2-3 изумрле) веома велике врсте корњача у роду Chelonoidis (који такође садржи три друге врсте из континенталне Јужне Америке). Онe су највећа жива врста корњача, а неке модерне корњаче из Галапагоса теже до 417 kg (919 lb). Са животним веком у дивљини од преко 100 година, онe су један од најдуговечнијих кичмењака. Галапагоске корњаче у заточеништву могу доживети до 177 година. На пример, заточени примерак, Харијет, живела је најмање 175 година. Шпански истраживачи, који су открили ова острва у 16. веку, назвали су их по шпанској речи galápago, са значењем „корњача”.
У мају 2021. године, генетски тест који су спровели научници са Калифорнијске академије наука потврдио је да једна женка корњаче откривена током експедиције 2019. на острву Фернандина припада врсти Chelonoidis phantasticus која се сматрала већ изумрлом.

## Таксономија

### Рана класификација
Острва Галапагос откривена су 1535. године, али су се први пут појавила на картама, Герхардa Меркаторa и Абрахам Ортелијус, око 1570. Острва су добила назив „Insulae de los Galopegos” (Острва корњача) због огромних корњача које су тамо пронађене.
У почетку се сматрало да су џиновске корњаче Индијског океана и оне са Галапагоса исте врсте. Природњаци су мислили да су морнари транспортовали корњаче тамо. Године 1676. прелинеански ауторитет Клод Перо је обе врсте назвао Tortue des Indes. Године 1783. Јохан Готлоб Шнајдер класификовао је све џиновске корњаче као Testudo indica („индијска корњача”). Године 1812. Август Фридрих Швејгер их је назвао Testudo gigantea („гигантска корњача”). Године 1834. Андре Мари Констант Думерил и Габриел Биброн класификовали су галапагоске корњаче као посебну врсту, коју су назвали Testudo nigrita („црна корњача”).

### Препознавање субпопулација
Први систематски преглед џиновских корњача обавио је зоолог Алберт Гинтер из Британског музеја 1875. године. Гинтер је идентификовао најмање пет различитих популација са Галапагоса и три са острва у Индијском океану. Он је проширио листу 1877. године на шест са Галапагоса, четири са Сејшела и четири са Маскарена. Гинтер је поставио хипотезу да су све џиновске корњаче потицале од једне популације предака која се ширила потопљеним копненим мостовима. Ова хипотеза је касније оповргнута схватањем да су Галапагоска острва, атоли Сејшела и Маскаренска острва новијег вулканског порекла и да никада нису били повезана са континентом копненим мостовима. Сада се сматра да су корњаче Галапагоса потекле од јужноамеричког претка, док су корњаче из Индијског океана изведене из предачких популација на Мадагаскару.
Крајем 19. века Џорџ Баур и Валтер Ротшилд препознали су још пет популација корњаче са Галапагоса. Експедиција Калифорнијске академије наука, са Џосефом Р. Слевином који је проучавао гмизавце је током 1905–06 прикупила узорке које је затим студирао херпетолог Џон Ван Денбург. Он је идентификовао четири додатне популације, и предложио постојање 15 врста. Ван Денбургова листа је и даље окосница таксономије галапагоских корњача, иако се сада сматра да је постојало 10 популација.

### Синоними
- Testudo californiana 
Quoy & Gaimard, 1824a[28] (nomen oblitum)
- Testudo nigra 
Quoy & Gaimard, 1824b[29] (nomen novum)
- Testudo elephantopus 
Harlan, 1827[30] (nomen dubium)
- Testudo nigrita 
Duméril and Bibron, 1834[14] (nomen dubium)
- Testudo planiceps 
Gray, 1853[31] (nomen dubium)
- Testudo clivosa 
Garman, 1917[32] (nomen dubium)
- Testudo typica 
Garman, 1917[32] (nomen dubium)
- Testudo (Chelonoidis) elephantopus 
Williams, 1952[33]
- Geochelone (Chelonoidis) elephantopus 
Pritchard, 1967[34]
- Chelonoidis elephantopus 
Bour, 1980[35]

C. n. nigra (номиноване подврсте)
- Testudo californiana 
Quoy & Gaimard, 1824a[28] (nomen oblitum)
- Testudo nigra 
Quoy & Gaimard, 1824b[29] (nomen novum)
- Testudo galapagoensis 
Baur 1889[20]

C. n. abingdoni
- Testudo ephippium
Günther, 1875[15] (partim, misidentified type specimen once erroneously attributed to what is now C. n. duncanensis)
- Testudo abingdoni
Günther, 1877[36]

C. n. becki
- Testudo becki
Rothschild, 1901[21]

C. n. chathamensis
- Testudo wallacei
Rothschild 1902[23] (partim, nomen dubium)
- Testudo chathamensis
Van Denburgh, 1907[24]

C. n. darwini
- Testudo wallacei
Rothschild 1902[23] (partim, nomen dubium)
- Testudo darwini
Van Denburgh, 1907[24]

C. n. duncanensis
- Testudo ephippium
Günther, 1875[15] (partim, misidentified type)
- Geochelone nigra duncanensis
Garman, 1917[32] in Pritchard, 1996[27](nomen nudum)

C. n. hoodensis
- Testudo hoodensis
Van Denburgh, 1907[24]

C. n. phantastica
- Testudo phantasticus
Van Denburgh, 1907[24]

C. n. porteri
- Testudo nigrita 
Duméril and Bibron, 1834[14] (nomen dubium)
- Testudo porteri
Rothschild, 1903[22]

C. n. vicina
- Testudo microphyes
Günther, 1875[15]
- Testudo vicina
Günther, 1875[15]
- Testudo güntheri
Baur, 1889[20]
- Testudo macrophyes
Garman, 1917[32]
- Testudo vandenburghi
De Sola, R. 1930[37] (nomen nudum)

Једна студија 2021. године која је анализирала ниво дивергенције унутар изумрле западноиндијске радијације Chelonoidis и упоредила је са радијацијом на Галапагосу открила је да је ниво дивергенције унутар обе класе можда знатно прецењен и подржена је поновна класификација свих галапагоских корњача као подврста једне врсте, C. niger.

## Угроженост
Овај комплекс врста се сматра рањивим у погледу угрожености од изумирања.

## Распрострањење
Ареал је ограничен на једну државу, Еквадор. Присутна је само на Галапагосу.

## Станиште
Станиште врста је копно и морска средина.

## Врсте унутар комплекса врста
- Geochelone nigra ssp. abingdoni
- Chelonoidis becki
- Chelonoidis chathamensis
- Chelonoidis darwini
- Chelonoidis duncanensis
- Chelonoidis guntheri
- Chelonoidis hoodensis
- Chelonoidis microphyes
- Chelonoidis nigra nigra
- Chelonoidis porteri
- Chelonoidis vandenburghi
- Chelonoidis vicina